# Burang
Burang, detta Purang in tibetano, è il centro amministrativo dell'omonima contea, nella  Prefettura di Ngari della Regione Autonoma del Tibet, (Cina). La città si trova a 4755 metri di altitudine nella valle del fiume Karnali (Sarayu). A sud di essa si levano il Gurla Mandhata (Namonanyi) e l'Abi Gamin. A nord si trovano il lago Manasarovar e il monte Kailash. Nella zona hanno inoltre la loro sorgente l'Indo, il Gange e lo Yarlung Tsangpo-Brahmaputra, tutti nell'ambito di 110 chilometri da Burang.
Le sorgenti del Karnali-Sarayu, Bocca del pavone, sgorgano in ghiacciai sul versante settentrionale dell'Himalaya, a 50 chilometri da Burang.  La sorgente dell'Indo (Bocca del leone) si trova a 20 chilometri a est del Kailash, mentre la sorgente del Sutlej è detta Bocca dell'elefante. La sorgente dello Yarlung Tsangpo/Brahmaputra Testa di cavallo si trova a circa 90 chilometri a est del Manasarovar

## Etimologia del nome
Il nome tibetano della città (spu hreng) è una corruzione delle parole pu hrang nella lingua dell'antico Zhang Zhung, che significano “testa di cavallo". Nepalesi e Indiani la chiamano Taklakot, dal tibetano Takla Khar.

## Storia e religione
Burang è un antico centro per lo scambio di merci e si sostiene che sia il luogo dove sarebbe vissuto Sudhana, una precedente incarnazione del Gautama Buddha.
Su una rupe che sovrasta la città si trovavano il forte Tegla Kar (Tigre sdraiata) e il monastero Simbiling, entrambi antichi ed entrambi distrutti nel 1967 durante la Grande rivoluzione culturale. In seguito però il monastero è stato parzialmente ricostruito. 
(Giuseppe Tucci, Tibet ignoto, pp. 33 - 35)
Sotto di essi si trova lo Tsegu Gompa o "Monastero a nove piani", che in origine era probabilmente una struttura Bön. Il gompa occupa molti terrazzamenti coltivati ed è raggiungibile tramite erte scalette; vi si trovano molti affreschi antichi, anneriti da secoli di fumo (di sterco di yak).
Burang è una tappa obbligata per i pellegrini provenienti dal Nepal e dall'India e diretti al Kailash e al Manasarovar, luoghi sacri per bön, buddisti, induisti  e giainisti, oltre che meta di seguaci della New Age. Per le cosmologie indù e buddista, infatti, il  Kailash sarebbe il  Monte Meru, ovvero il centro dell'universo. Grande merito religioso è pertanto ascritto alla circumambulazione (kora, parikrama) attorno al Kailash e all'abluzione nel Manasarovar.

## Accessi

### Strada carrozzabile
La National Road S207 ha origine a Burang e procede in direzione NE, superando i laghi  Rakshastal e Manasarovar e raggiungendo dopo 65 chilometri la China National Highway 219 che collega il Xinjang con Latshe, in Tibet, dove si congiunge con la Friendship Highway, Strada dell'amicizia, che collega Lhasa con Kathmandu.

### Da oltre i confini
Burang si trova in prossimità dei confini con India e Nepal. Una strada carrozzabile scende per circa 55 chilometri lungo il corso del Karnali fino al posto di confine tra Cina e Nepal che connette il villaggio di Xie'erwa (tibetano: Sher) con la nepalese Hilsa nel Distretto di Humla, da dove un sentiero storico, adesso percorribile con fuori strada, porta a Simikot con il suo piccolo aeroporto per Kathmandu. Vi è inoltre un posto di confine con l'India che porta al Distretto di Pithoragarh nell'Uttarakhand, superando il passo Lipulekh (5.200 metri) e raggiungendo Dharchula.

## Geografia e clima
Burang copre un'area di 12497 chilometri quadrati a un'altitudine di 4755 metri. A causa di questa altitudine estrema il suo clima è classificato come clima alpino (Köppen ETH). Gli inverni sono gelidi ma estremamente secchi mentre le estati sono fresche e piovose a causa dell'influsso dei venti monsonici, sebbene a simili altitudini gli influssi convettivi siano mitigati. Le minime sono al di sotto dello zero tutto l'anno, mentre le massime arrivano ai 10 °C soltanto in maggio, prima che il monsone renda il clima estivo più nuvoloso e freddo, con temporali di pioggia e persino di neve, comuni nel periodo.
| Contea di Burang (1961 - oggi) | Mesi  | Mesi  | Mesi  | Mesi | Mesi | Mesi | Mesi  | Mesi | Mesi | Mesi  | Mesi  | Mesi  | Stagioni | Stagioni | Stagioni | Stagioni | Anno  |      |
| Contea di Burang (1961 - oggi) | Gen   | Feb   | Mar   | Apr  | Mag  | Giu  | Lug   | Ago  | Set  | Ott   | Nov   | Dic   | Inv      | Pri      | Est      | Aut      | Anno  |      |
| ------------------------------ | ----- | ----- | ----- | ---- | ---- | ---- | ----- | ---- | ---- | ----- | ----- | ----- | -------- | -------- | -------- | -------- | ----- | ---- |
| T. max. media (°C)             | −7,7  | −5,3  | 1,3   | 7,5  | 10,6 | 9,3  | 4,6   | 3,3  | 3,7  | 3,0   | −1,3  | −6,1  | −6,4     | 6,5      | 5,7      | 1,8      | 1,9   |      |
| T. media (°C)                  | −14,4 | −12,1 | −6,4  | −0,5 | 3,2  | 3,5  | 0,7   | −0,1 | −0,6 | −3,5  | −9,0  | −13,0 | 1,0      | −13,2    | −1,2     | 1,4      | −4,4  | −3,9 |
| T. min. media (°C)             | −21,0 | −18,9 | −14,1 | −8,4 | −4,2 | −2,3 | −3,2  | −3,5 | −4,9 | −10,0 | −16,6 | −20,1 | −20,0    | −8,9     | −3,0     | −10,5    | −10,6 |      |
| Precipitazioni (mm)            | 3,2   | 3,3   | 3,6   | 11,2 | 28,5 | 83,8 | 103,1 | 91,5 | 75,2 | 20,4  | 3,8   | 2,6   | 9,1      | 43,3     | 278,4    | 99,4     | 430,2 |      |
| Giorni di pioggia              | 4,0   | 4,1   | 3,9   | 6,8  | 13,2 | 18,8 | 20,1  | 19,3 | 18,8 | 8,1   | 3,0   | 2,8   | 10,9     | 23,9     | 58,2     | 29,9     | 122,9 |      |